# Демчишин Ростислав Петрович
Ростисла́в Петро́вич Демчи́шин (* 2 жовтня 1948, Львів) — український композитор і диригент. Заслужений діяч мистецтв України.

## Життєпис
Закінчив Львівську консерваторію у 1988 році.
Диригент Львівського оперного театру, хормейстер і диригент Галицького камерного хору (м. Львів). В 1989 році створив і очолив Галицький симфонічний оркестр, з 1993 року очолює ансамбль «Галицька ревія».
Член Національної спілки композиторів України з 2007 року.

## Родина
- Дружина — Леся Боровець, заслужений діяч мистецтв України (з 1996)[2].
- Син — Тарас Демчишин, відомий музикант-кларнетист і диригент.

## Твори
- Кантата «Містечко-Берестечко» на слова Тараса Шевченка (1964)
- Симфонічна поема «Мій щасливий день»
- Вокально-симфонічна поема «Україна є, Україна буде» на слова Зої Ружин (1990)
- «Гаї шумлять» на слова Павла Тичини (1994)
- Вокально-хорова поема «Юність Тараса» (2002)